# Алегорія католицької віри (Вермер)
Алегорія католицької віри (нід. Allegorie op het katholieke geloof) — картина голландського художника Яна Вермера. Створена в період між 1670 та 1674 роками, коли в переважно протестантській Республіці Об'єднаних провінцій Нідерландів католицька церква зазнавала переслідувань. Це виражалося в забороні публічного проведення меси, іконоборстві, а католики, своєю чергою, ухвалили подружні союзи з іновірцями — недійсними. У такій атмосфері деякі художники мусили вдаватися до складної мови алегорії, щоби зобразити на картинах символи католицької церкви. Вермер народився й виріс протестантом, але навернувся в католицизм під час одруження. Ця картина, яка включає такі атрибути, як стіл, чашу, міссал і розп'яття, може стосуватися проведення меси в «прихованих церквах» — приватних будинках.
Певний час картина належала голландцям, допоки не потрапила до Російської імперії в колекцію Щукіна Дмитра Івановича. Проте, він, з невідомих причин, не знав, що справжнім автором є Вермер, і тому звернувся до закордонних експертів задля встановлення автентичності. Абрагам Бредіус, який одразу впізнав роботу художника з Делфту, зміг переконати Щукіна, що картина становить лише незначну цінність, а згодом, через посередника з Берліну, придбав її. Таким чином «Алегорія католицької віри» Вермера повернулася до Нідерландів, де тривалий час виставлялася в музеях на загальний огляд.
З 1931 року картина під інвентарним номером 32.100.18 зберігається в музеї мистецтва Метрополітен (Нью-Йорк, США).

## Історія
Перші задокументовані відомості про картину з'являються в 1698 році. Вона потрапила до опису колекції картин Гармена ван Свола (нід. Harman van Swol), який був поштмайстером в Амстердамі й доводився батьком генерал-губернатору Нідерландської Ост-Індії — Крістофелю ван Сволу. Наступним власником став заможний торговець творами мистецтва й колекціонер Давид Іцварт (нід. David Ietswaart). Наступного разу згадка про картину з'являється в 1899 році, коли купець і колекціонер західноєвропейського живопису Дмитро Щукін продав її торговцю мистецтвом з Берліна, як роботу Еглона Гендріка ван дер Нера. Того ж року «Алегорію католицької віри» за 700 марок придбав голландський історик мистецтва, майстер атрибуції творів живопису, директор картинної галереї Мауріцгейс — Абрагам Бредіус. Є думка, що Щукін звернувся до Бредіуса за допомогою у встановленні атрибуції картини, й той, розпізнавши справжнього автора, переконав власника, що вона не являє собою цінності, й порадив продати. Ставши повноцінним власником Бредіус надав її картинній галереї Мауріцгейс, де вона демонструвалася впродовж 1899—1923 років. З 1923 по 1928 рік «Алегорію католицької віри» знаходилася в художньому музеї Бойманса — ван Бенінгена. 1928 року Бредіус продав її французькому торговцеві творами мистецтва Францові Кляйнбергеру, з яким був добре знайомий, оскільки раніше користувався його послугами, зокрема придбав картину «Щиголь» Карела Фабріціуса. Того ж року «Алегорію католицької віри» придбав філантроп і один із провідних колекціонерів мистецтва в США — Майкл Фрідсам. В його колекції картина перебувала протягом трьох років й згідно з заповітом була передана музею мистецтва Метрополітен у Нью-Йорку.

## Опис

### Сюжет
На відміну від багатьох своїх сучасників, Вермер був католиком й всупереч труднощам продовжував сповідування цієї віри. Офіційно в протестантській Голландській республіці було заборонено публічне відправлення католицького богослужіння (меси) наприкінці XVI століття. Попри це майже одна третина тогочасного населення залишалася католиками. З часом офіційна влада почала більш терпимо ставитися до них й навіть дозволила відправляти меси в маленьких домашніх церквах у приватних будинках. У результаті католицькі художники, включаючи Вермера, були змушені розробили нові форми релігійного живопису, щоб передати певні послання. Такою формою стала алегорія, яка поєднала складну релігійну та літературну символіку в сюжетах тогочасних картин золотої доби голландського живопису. Католицизм займав особливе місце в житті Вермера. Немовлям він був охрещений у реформаторській кірці, але навернувся в католицтво незадовго до свого одруження з Катаріною Болнес у 1653 році. В часи переслідування, ймовірно, Вермер з Катаріною святкували своє весілля в потаємній єзуїтській церкві переважно католицького поселення Схіплейден. Жоден з 11 дітей подружжя не був охрещений у реформаторській церкві, тож можна припустити, що вони виховувалися католиками. Вермер з дружиною дали дітям традиційні католицькі імена, старша донька Марія вийшла заміж за іншого католика, а один із синів відвідував семінарію в Брабанті. Будинок в якому мешкало подружжя Вермер знаходився в переважно католицькому районі під назвою Куток папістів (нід. Papenhuk). Неподалік від них розташовувалася одна з прихованих єзуїтських церков, яку, ймовірно, відвідувала їхня сім'я. За життя Вермер здобув репутацію художника, що спеціалізувався на світських жанрових темах, але декілька із відомих нам робіт були на релігійну тематику. Першою з таких картин стала «Свята Пракседа», що була копією роботи італійського художника Феліче Фічереллі й зображувала римську святу, яка переховувала християн від гоніння, а тіла мучеників ховала у криниці. Наступною була «Христос у домі Марфи та Марії», яка вважається найбільшою за розмірами серед картин Вермера (158,5 × 141,5 см), а також єдиним відомим твором на біблійну тему. Сюжет із Євангелія від Луки розповідає про відвідування Христом дому сестер, де Ісус хвалив готовність Марії сидіти та слухати його вчення, на відміну від Марти, яка була зайнята домашнім господарством. Останньою серед робіт на релігійну тематику стала складна за змістом «Алегорія католицької віри». У той час як кальвіністи наголошували на ролі Божого слова й біблійного тексту, католики вірили в силу зображень і медитації, які допомагали розуміти релігійні послання.

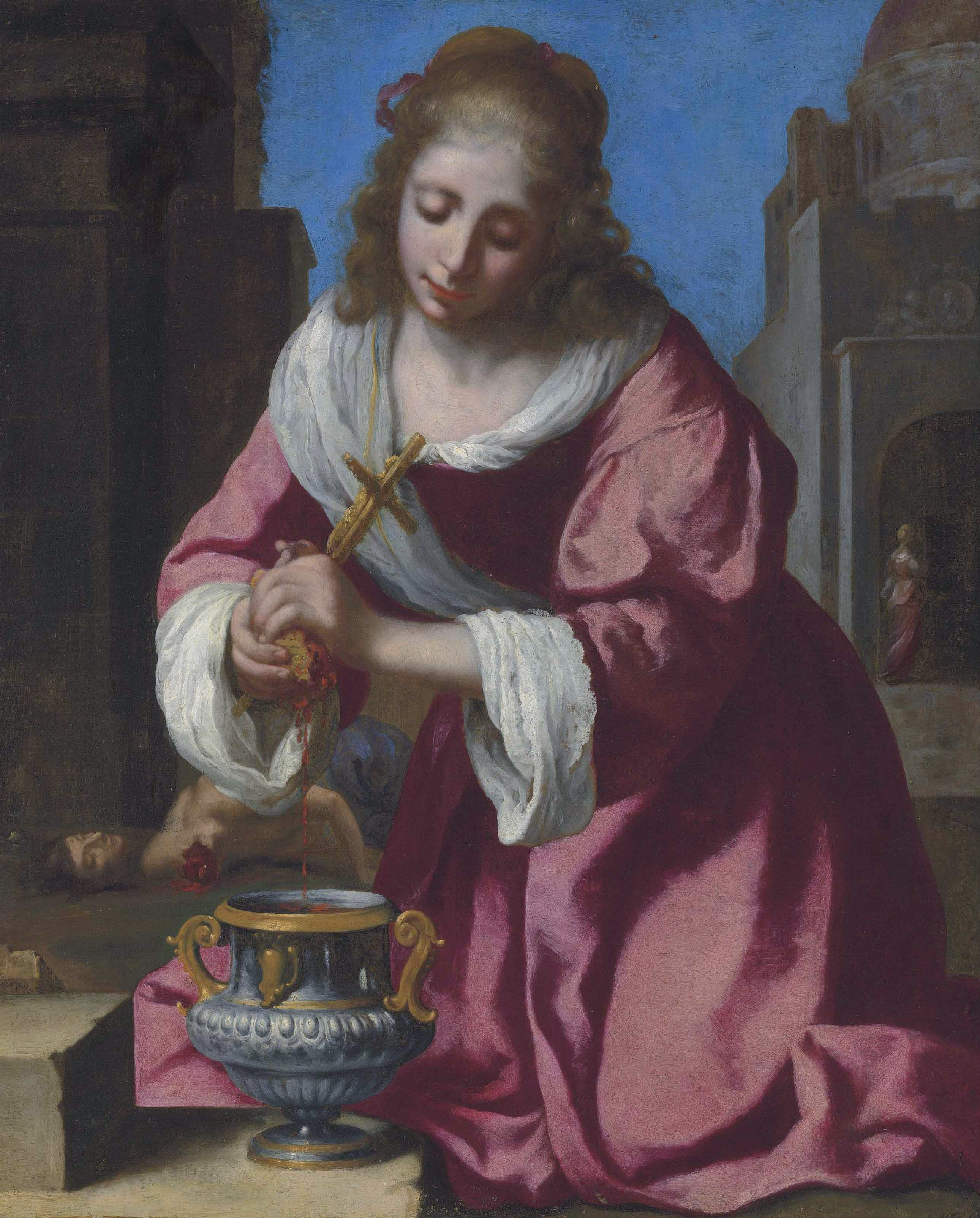
«Свята Пракседа»
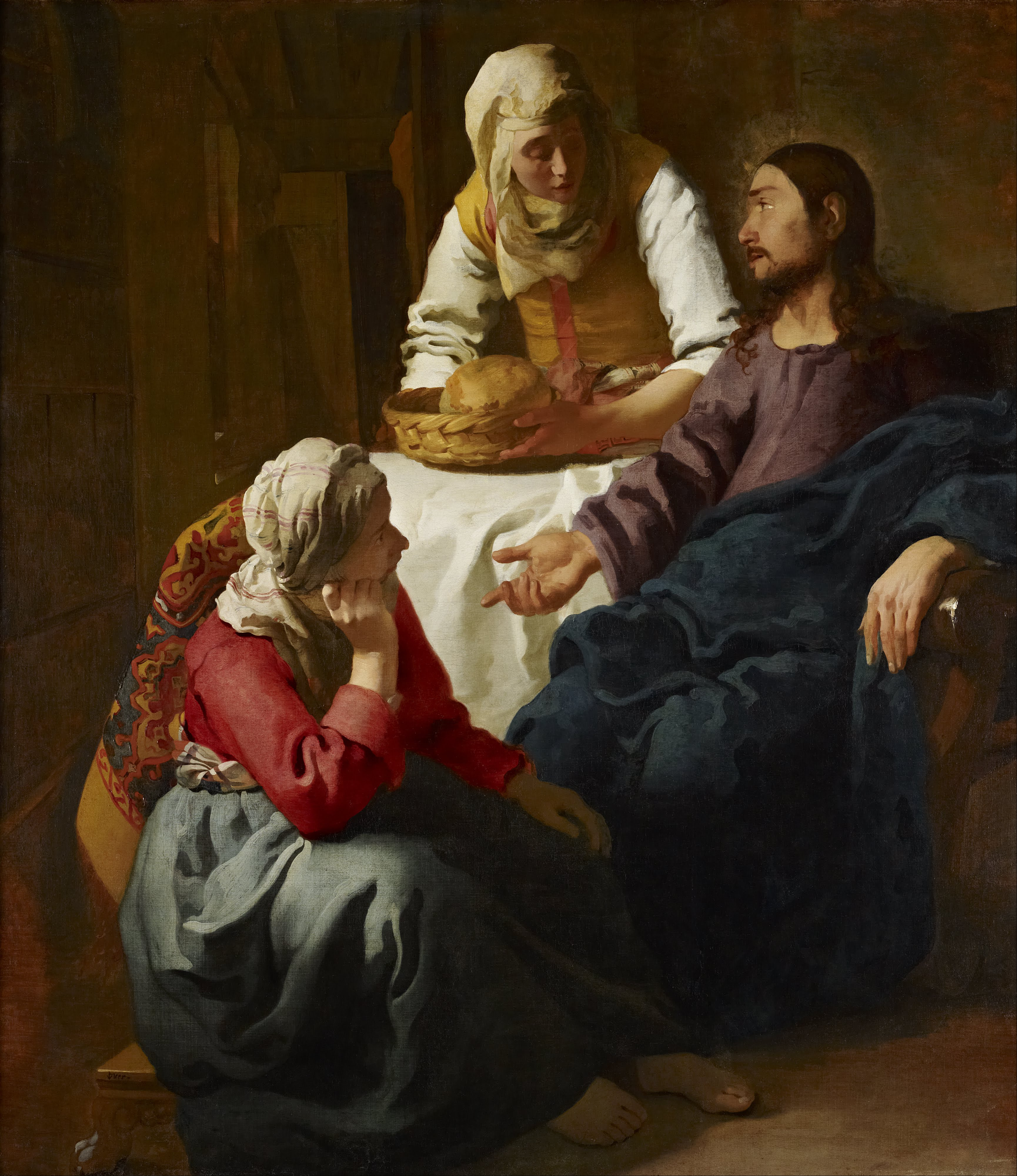
«Христос у домі Марфи та Марії»
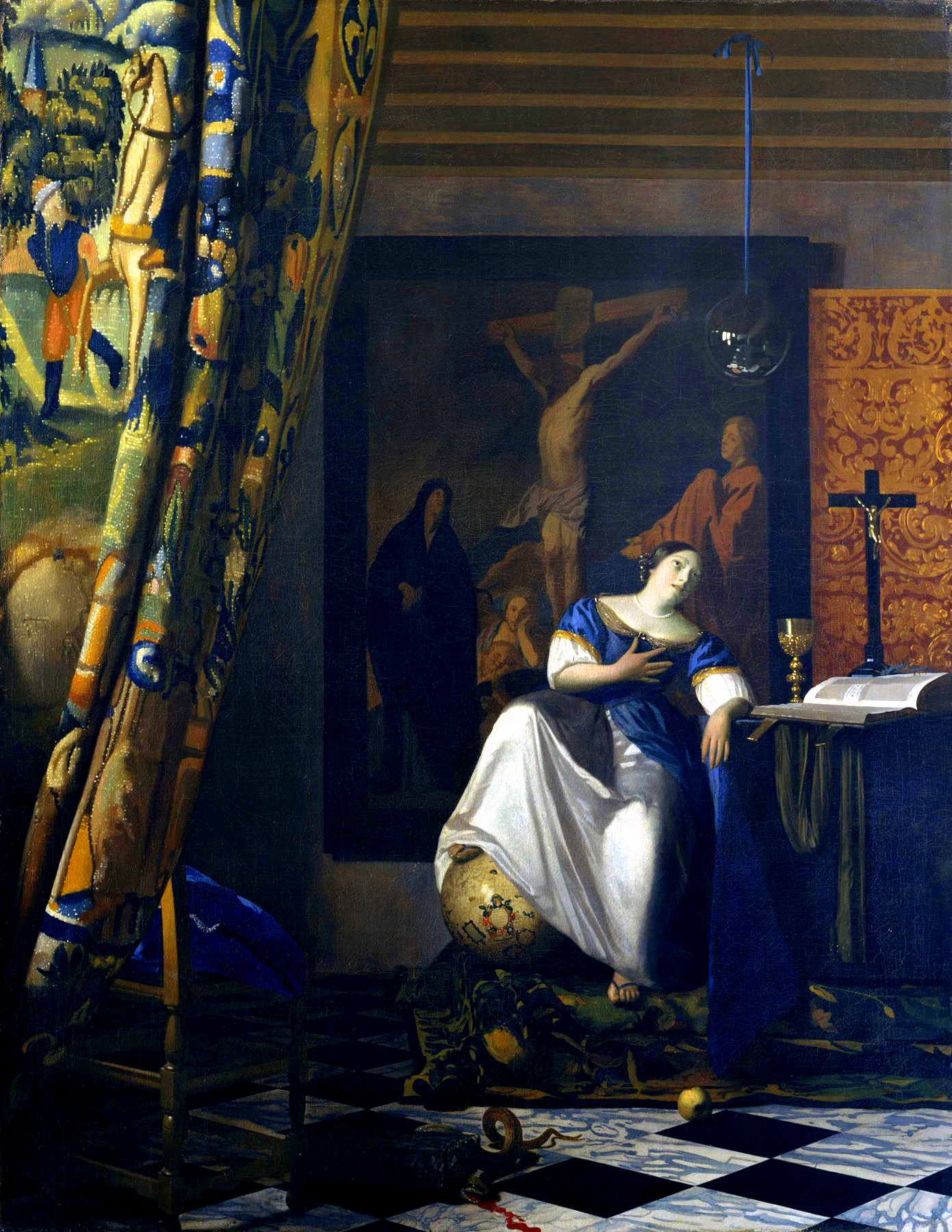
«Алегорія католицької віри»

### Виконання
«Алегорія віри» у виконанні Йоганнеса Вермера була зображена у вигляді жінки в біло-блакитній атласній сукні із золотим оздобленням. Вона немов би сидить на платформі, що здіймається над мармуровою підлогою. Права нога жінки стоїть на земній кулі, а права рука розміщена на серці. Вона з деяким обожнюванням дивиться вгору на скляну сферу, яка підвішена на блакитній стрічці до стелі. Іконографію для своєї картини Вермер запозичив з академічної книги Чезаро Ріпа «Iconologia di Cesare Ripa Perugino …: divisa in tre libri», що містила алегоричні ілюстрації. Книга, яка була перекладена голландською мовою в 1644 році, містила ілюстрації-роздуми на моральні теми. За іншою інформацією символи й алегорії були запозичені з книги «Emblemata sacra de fide, spe, charitate» Віллема Гейнсіуса (нід. Wilhelm Heinsius), що була видана в Антверпені в 1636 році. Саме з неї було перенесено багато символів, які стали ключовими в сюжеті картини. Символізм полягав навіть у самому кольорі одягу жінки, жесту її руки, присутності розчавленого змія та яблука. Серед багатьох інших символів найбільшу увагу привертають наступні:
- білий колір на одязі жінки означає світло і чистоту, а блакитний пов'язаний із небом;
- права рука на грудях символізує, що чеснота наповнює її серце;
- наріжний камінь, що розчавлює змія, символізує перемогу Христа над Дияволом;
- яблуко ніщо інше, як плід, який Єва дала Адаму, являє собою первородний гріх, який у християнській доктрині вимагав жертви Спасителя;
- земна куля під правою ногою жінки символізує віру, яка допомагає міцно стояти;
- перлове намисто на шиї жінки пов'язане з відсиланням до незайманості, яка з давніх часів ототожнювалася з цим камінням;
- сфера під стелею є символом людського розуму з його здатністю розмірковувати й вірити в Бога[2][11].

Деталі картини
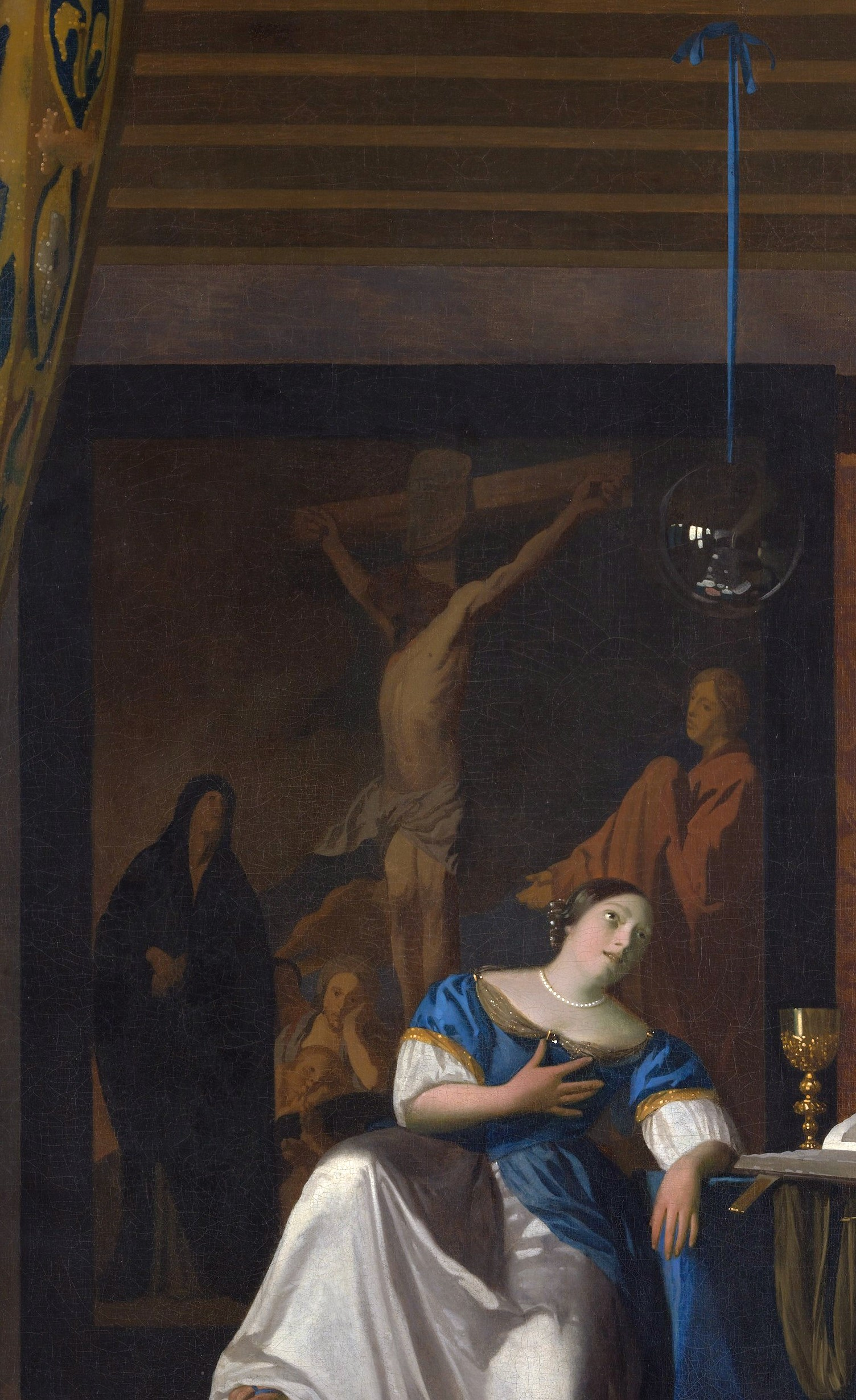
Сфера, що звисає зі стелі та картина позаду жінки
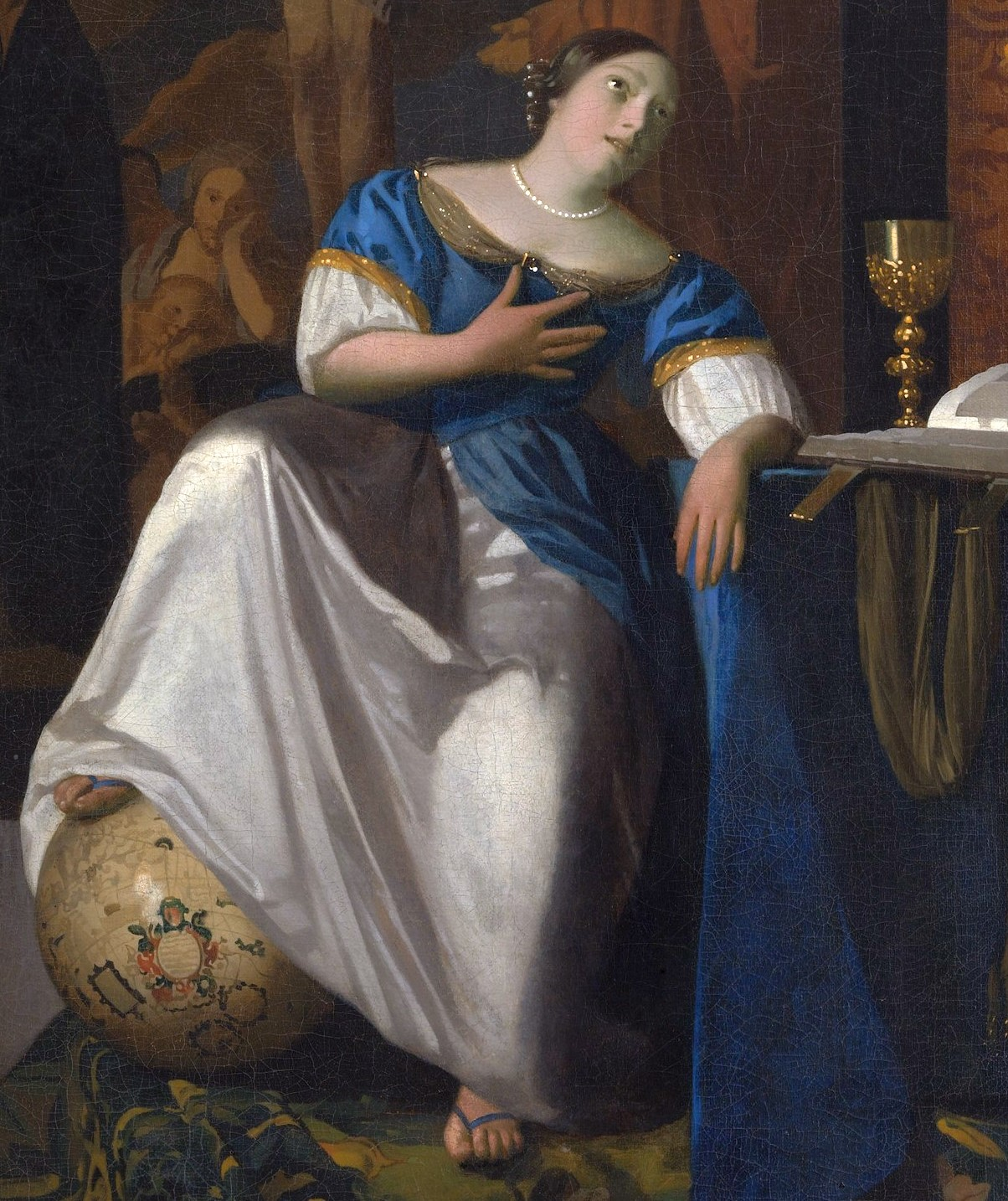
Деталізація жінки, яка уособлює алегорію
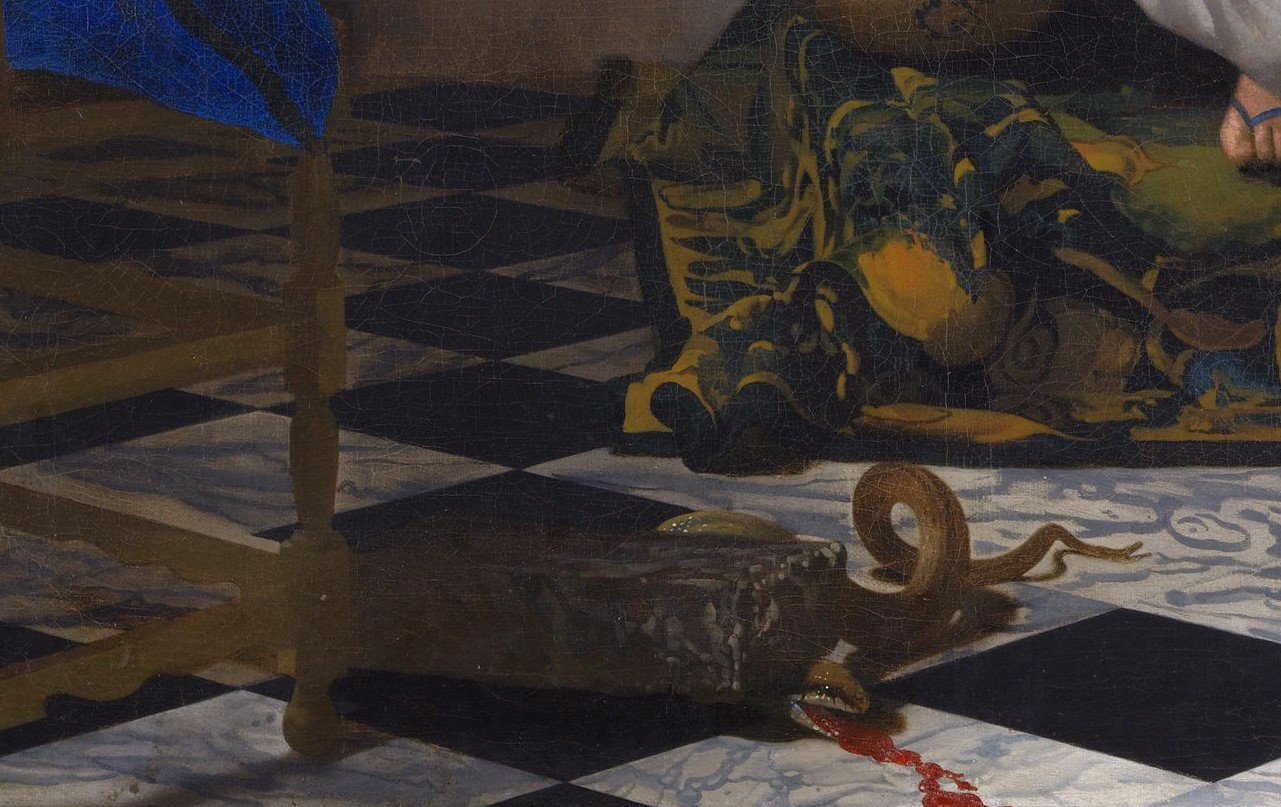
Камінь, яким розчавило змія
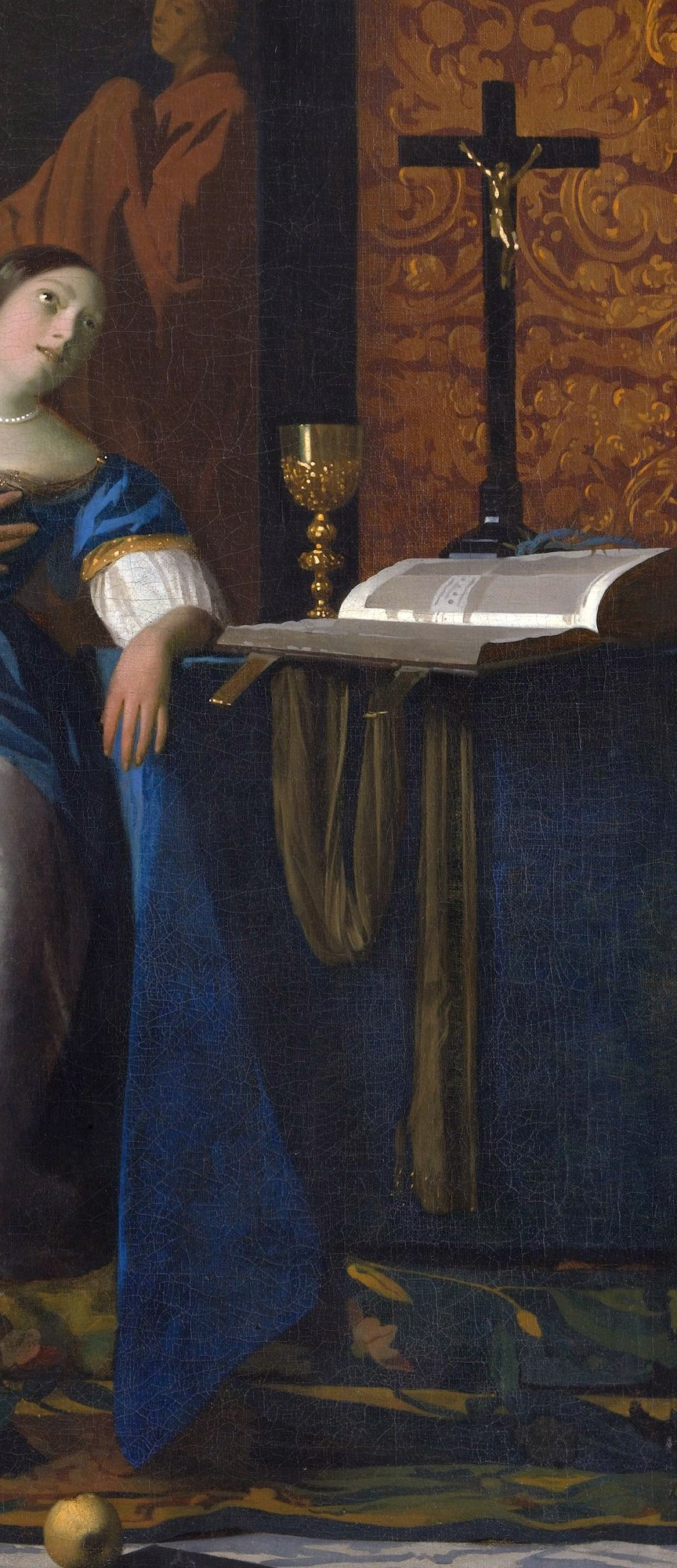
Католицькі атрибути для меси

Інші дослідники схильні вважати, що зображена художником жінка — це розкаяна Марія Магдалина, символ віри в Христа й католицької церкви. Її нога стоїть на земній кулі, яку вона немов би готова відштовхнути, залишаючи світське життя, щоб піти за Ісусом. За аргумент дослідники приводять той факт, що завзятий колекціонер чужих робіт Вермер, перейняв ідею з картини «Марія Магдалина відвертається від світу: алегорія католицької віри» Яна ван Бійлерта. Загалом композиція «Алегорії католицької віри», хоч і складніша, але все ж таки схожа з його іншою картиною — «Жінка, що тримає терези». Заслуговує окремої уваги картина на стіні позаду жінки. Вона є вільною інтерпретацією Вермера, з певними доповненнями, знайомої йому картини Якоба Йорданса — «Розп'яття». Ця картина, ймовірно, належала тещі художника в будинку якої він жив разом зі сім'єю. Гобелен, що зображений ліворуч, досить часто з'являється на картинах Вермера. Дослідники вважають, що в цьому випадку це є додатковим доказом того, що художник використовував техніку камери-обскури. Домашнє середовище, зображене на більшості його картин, включаючи «Алегорію католицької віри», являло собою приклад побуту й атрибутів голландського життя в XVII столітті.

## Відгуки

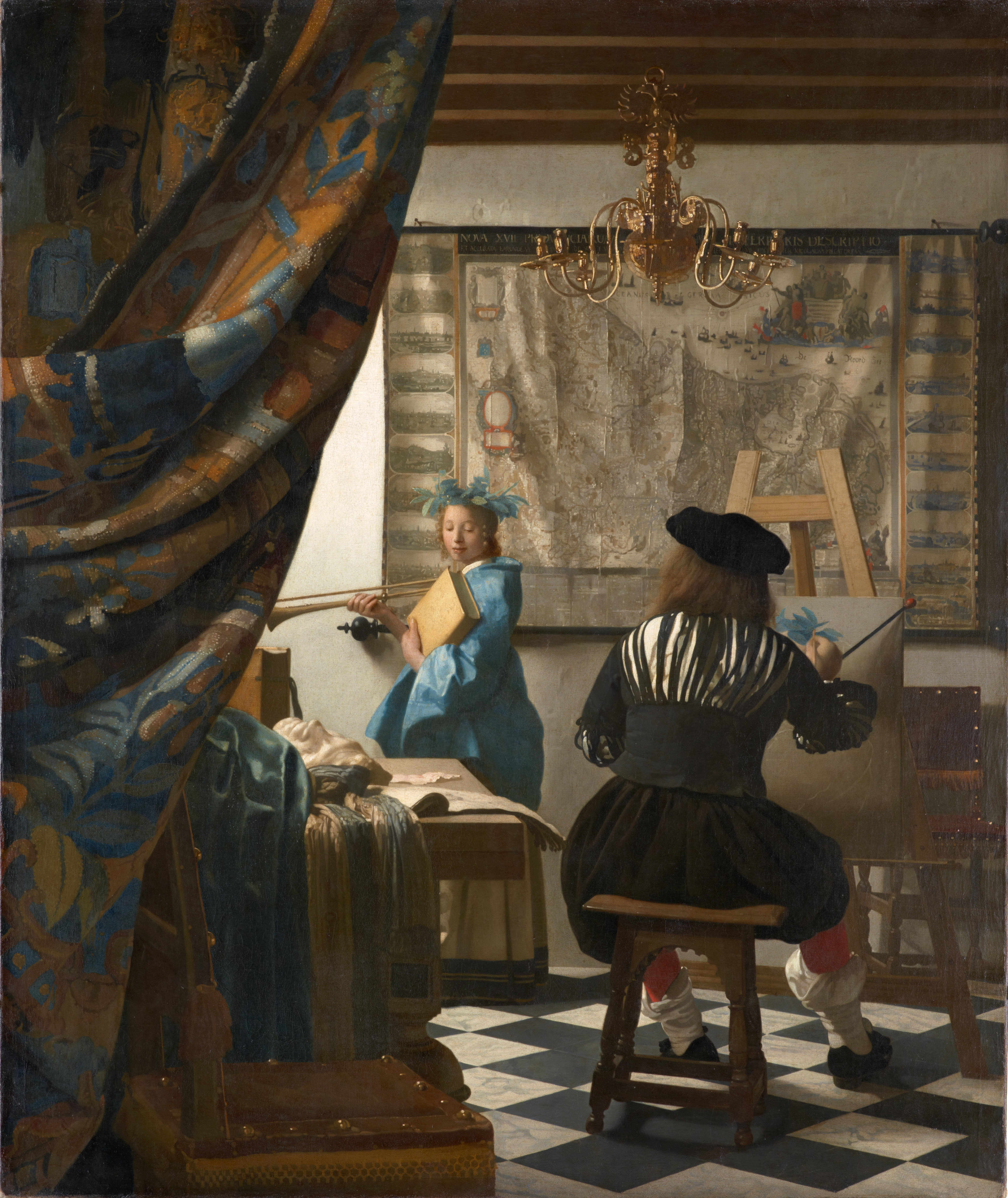
«Алегорія живопису» (1666—1669)

Мистецтвознавець Совінін В. А. характеризував цю роботу Вермера наступним чином. За його переконанням Вермер ніколи особливо не виділявся прихильністю до алегоричних сюжетів. Проте, перебуваючи під впливом від італійського академізму, як і багато інших нідерландських художників, ймовірно задумав створити парні картини. Ними стали «Алегорія живопису» і «Алегорія католицької віри». Якщо з першою картиною Вермер не розлучався до самої смерті — друга відносно швидко після створення була продана.
Нідерландська історик, науковець, дослідниця мистецтва й архітектури Раннього нового періоду, кавалерка французького ордену «За заслуги» Каролайн ван Ек відгукувалася про картину так: «Серед усіх загадкових картин Вермера „Алегорія католицької віри“ знаходиться осторонь. Багато дослідників відчували себе некомфортно при її дослідженні, не тільки через дещо „непристойну“ позу жінки, але й через відхід від стандартного для Вермера способу зображення загадковості жінки».
Керівник відділу критичних досліджень факультету мистецтва й мистецьких професій Нью-Йоркського університету, спеціаліст з мистецтва Північного бароко та Відродження, історіограф і теоретик мистецтва, доктор філософії в Колумбійському університеті Бенджамін Бінсток (нід. Benjamin Binstock) вважає, що картина «Алегорію католицької віри» створювалася під значним впливом тещі Вермера — Марії Тінс. Після того, як він переїхав з родиною до її будинку, Марія не тільки виступала моделлю для картин, а й впливала на вибір теми сюжету на виконання.
Почесний професор історії мистецтв Сиракузського університету штату Нью-Йорк, спеціаліст з голландського й фламандського мистецтва XVII століття Вейн Франітс (нід. Wayne Franits) вважає, що ця картина виступає афірмацією католицизму та важливості образів перед обличчям кальвіністського іконоборства, а подібність «Алегорії живопису» і «Алегорії католицької віри» свідчить про те, що мистецтво і релігія були тісно пов'язані у свідомості Вермера.